# Stanisław Kowalski (1910–2022)
Stanisław Kowalski (ur. 14 kwietnia 1910 w Rogówku, zm. 5 kwietnia 2022 w Świdnicy) – polski pracownik kolejowy, lekkoatleta amator, superstulatek, najdłużej żyjący w historii mężczyzna w Polsce.

## Życiorys
Stanisław Kowalski urodził się 14 kwietnia 1910 w powiecie koneckim. Pracował zawodowo jako kolejarz i odlewnik. Nie uprawiał zawodowo sportu, jego podstawową aktywnością były codzienne dojazdy rowerem do pracy. Do końca lat trzydziestych XX wieku mieszkał w Rogówku (w obecnym województwie świętokrzyskim). Następnie przeprowadził się do położonej w pobliżu Brzeźnicy, gdzie przebywał do 1952, po czym osiedlił się w miejscowości Krzydlina Wielka na Dolnym Śląsku. Utrzymywał się z działalności rolniczej (prowadził niewielkie gospodarstwo rolne) oraz pracy na kolei (był dróżnikiem). Od 17 maja 1979 mieszkał w Świdnicy.
Zaczął biegać w wieku 104 lat. Jest najstarszą osobą w Europie, która ukończyła bieg na 100 metrów. 10 maja 2014 roku ustanowił rekord Europy w biegu na 100 m w swojej kategorii wiekowej z czasem 32,79 sekundy. Na Drużynowych Halowych Mistrzostwach Polski Województw Weteranów w Toruniu w grudniu 2014 ustanowił w kategorii wiekowej powyżej 100 lat rekordy świata w biegu na 60 m (19,72 sek.) i w pchnięciu kulą (5,08 m), a na halowych mistrzostwach Europy w 2015 zdobył w swojej kategorii wiekowej złoty medal w biegu na 60 metrów z czasem 20,27 sekundy i złoty medal w pchnięciu kulą z wynikiem 5,07 m.
W wieku 104 lat ustanowił rekord Europy w biegu na 100 metrów w swojej kategorii wiekowej. Po śmierci Józefa Żurka 19 marca 2018 został najstarszym żyjącym mężczyzną w Polsce. Od 13 kwietnia 2021 był drugim pod względem wieku żyjącym człowiekiem w Polsce i najstarszym mieszkańcem województwa dolnośląskiego. Złoty medalista halowych mistrzostw Europy weteranów w swojej kategorii wiekowej.
Honorowy ambasador World Games. 18 stycznia 2022, po śmierci Saturnino de la Fuente García został najstarszym żyjącym mężczyzną w Europie.
Zmarł 5 kwietnia 2022, 9 dni przed swoimi 112. urodzinami. 12 kwietnia został pochowany na Cmentarzu Komunalnym przy ul. Waleriana Łukasińskiego w Świdnicy obok zmarłej w 2003 żony Władysławy. 17 marca 2022 roku zmarła córka Regina, z którą mieszkał.

## Nagrody i wyróżnienia
15 kwietnia 2015 roku został uhonorowany przez Prezydenta Rzeczypospolitej Polskiej Bronisława Komorowskiego Złotym Krzyżem Zasługi „za zasługi w propagowaniu i upowszechnianiu sportu oraz zdrowego trybu życia”.